# Novembre 1940 (guerre mondiale)
Chronologie de la Seconde Guerre mondiale
Octobre 1940 - Novembre 1940 -  Décembre 1940
- 11 novembre : 
  - Destruction de la moitié de la flotte italienne par les bombardiers du HMS Illustrious : trois cuirassés, deux croiseurs et de nombreux navires secondaires sont détruits.
  - Commémoration de la victoire du 11 novembre 1918 : manifestation étudiante contre l'occupant sur les Champs-Élysées.

- 12 novembre : 
  - Après la campagne du Gabon, celui-ci se rallie à la France libre au sein de l'Afrique française libre.

- 13 novembre : 
  - Rencontre entre Adolf Hitler et Francisco Franco à Hendaye. Le Caudillo refuse qu'une expédition allemande ne traverse l'Espagne pour prendre le rocher de Gibraltar.

- 14 novembre : 
  - Raids aériens allemands sur Coventry (Opération Mondscheinsonate).

- 15 novembre : 
  - Environ 450 000 Juifs sont emmurés dans le ghetto de Varsovie (307 hectares).

- 20 novembre : 
  - La Hongrie et la Roumanie adhèrent au pacte tripartite.

- 24 novembre :
  - Joséphine Baker s'engage dans les services d'espionnage de la France Libre.

- 25 novembre : 
  - Publication du premier numéro du journal résistant français Liberté de François de Menthon.